# کیم یونگ اوک
کیم یونگ اوک (کره‌ای: 김영옥؛ زادهٔ ۵ دسامبر ۱۹۳۷) بازیگر اهل کره جنوبی است. وی از سال ۱۹۵۷ میلادی تاکنون مشغول فعالیت است. او به خاطر نقش آفرینی‌های زیاد مادربزرگ در فیلم و تلویزیون، در کره جنوبی به «مادربزرگ ملت» معروف است.